# João Carlos Batista Pinheiro
João Carlos Batista Pinheiro (13 de gener de 1932 - 30 d'agost de 2011) fou un futbolista brasiler. He was arguably the player with most appearances for Fluminense in the club's history, with 605 matches in total.

## Selecció del Brasil
Va formar part de l'equip brasiler a la Copa del Món de 1954.

## Palmarès
Fluminense
- Campeonato Carioca: 1951, 1959[1][2]
- Copa Rio: 1952[1][2]
- Torneio Rio-São Paulo: 1957, 1960[1][2]

Brasil
- Campionat Pan-americà: 1952[2]
- Copa Bernardo O'Higgins: 1955[2]